# Noutonice

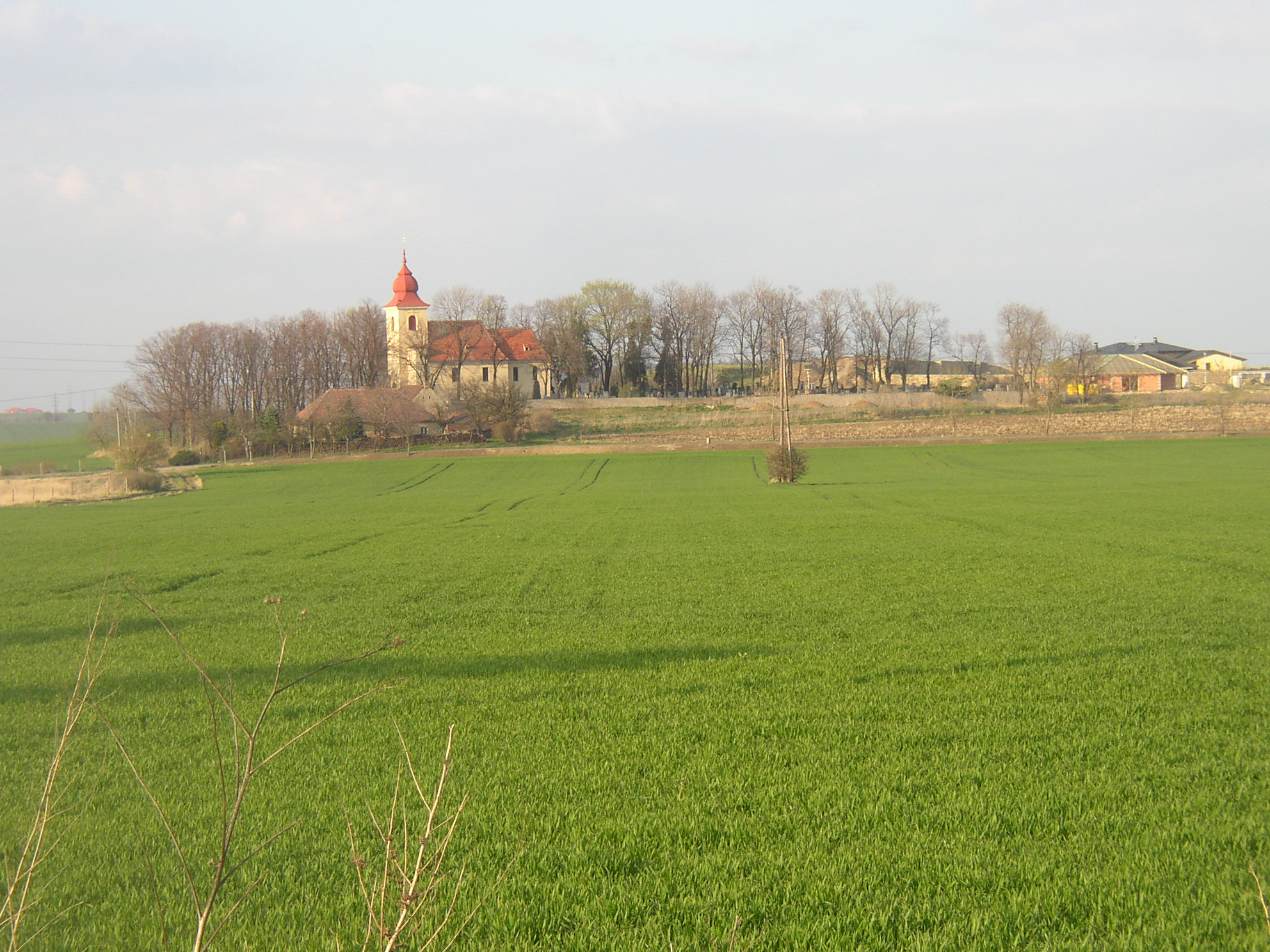
Kirche Johannes des Täufers

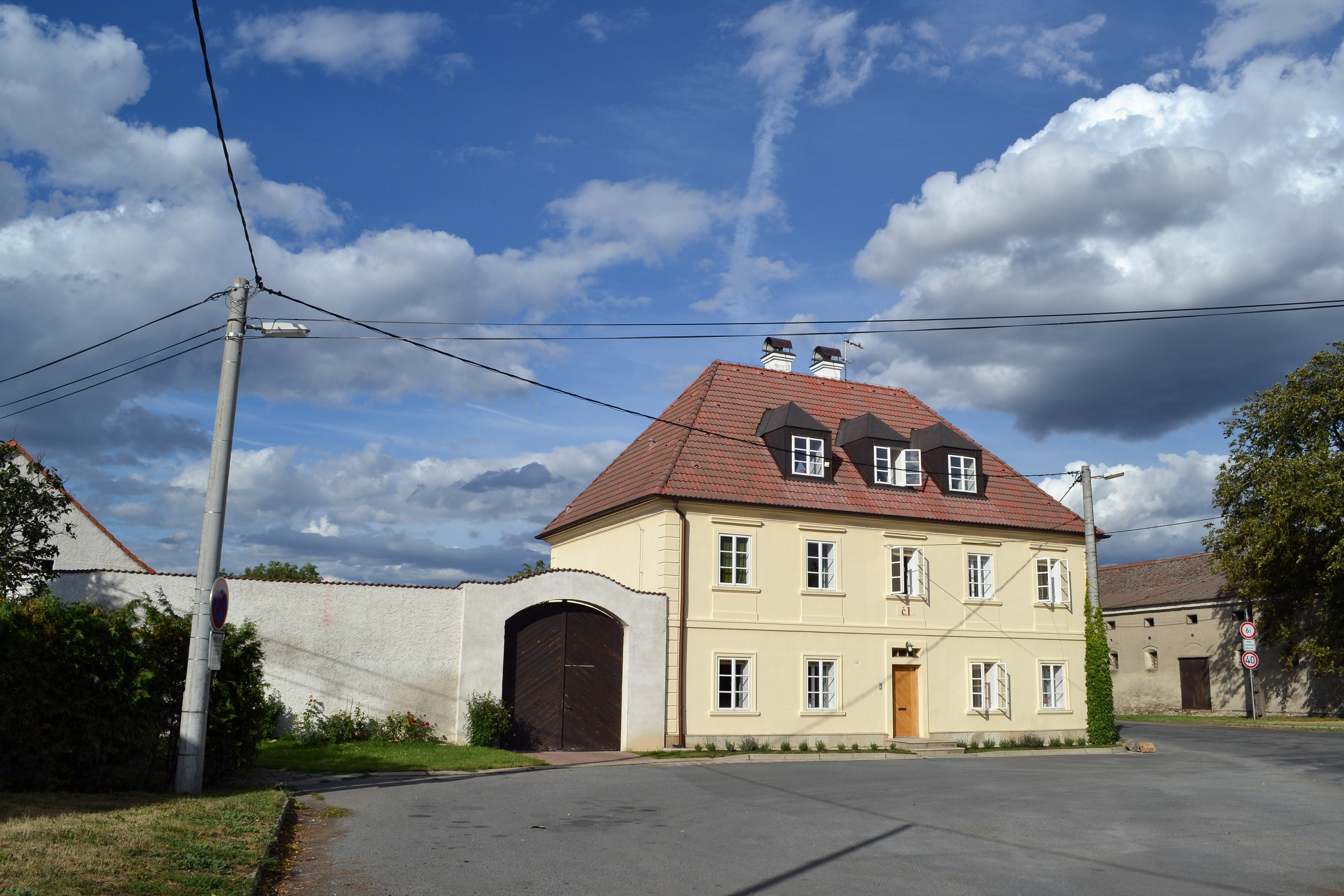
Dorfplatz

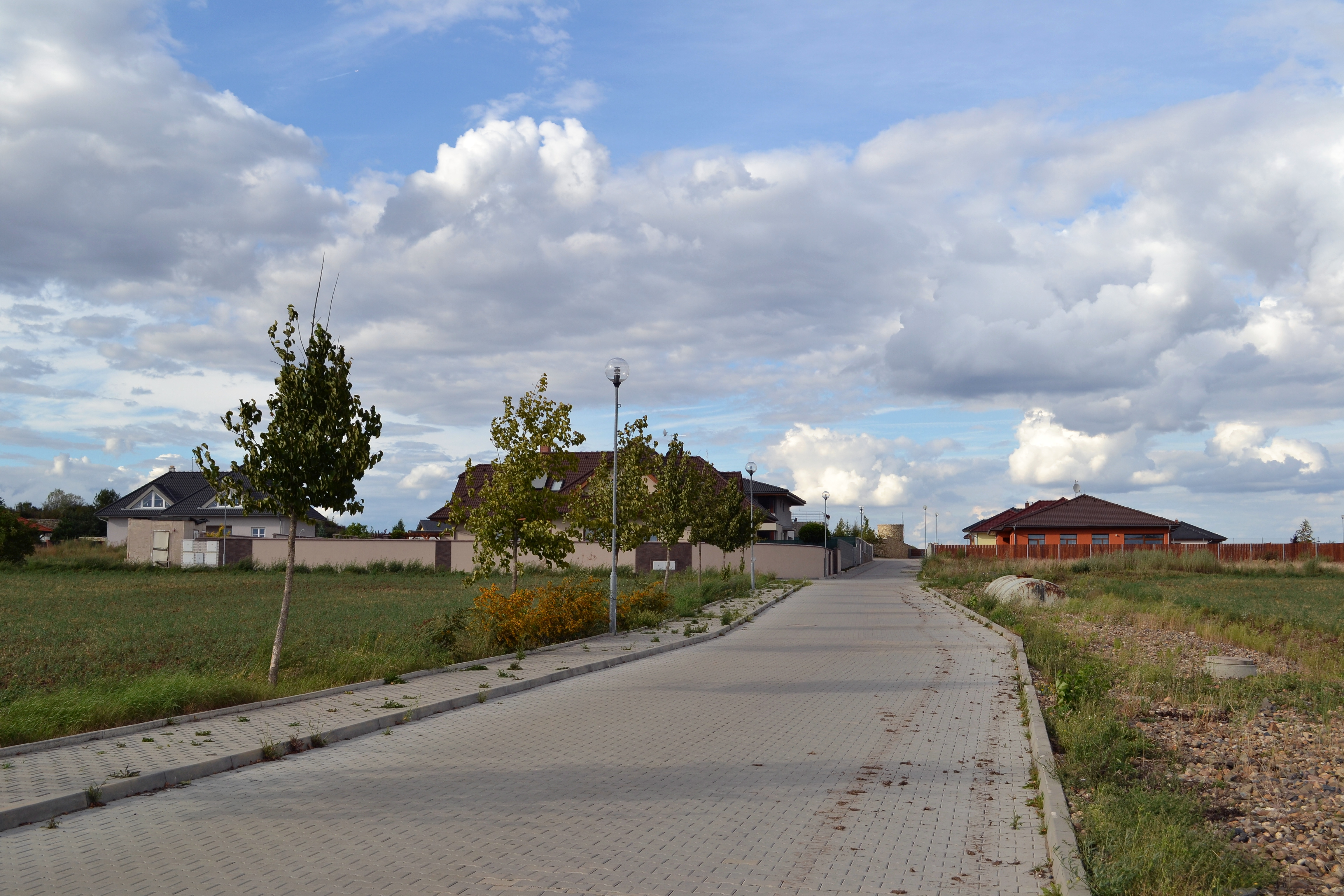
Siedlung

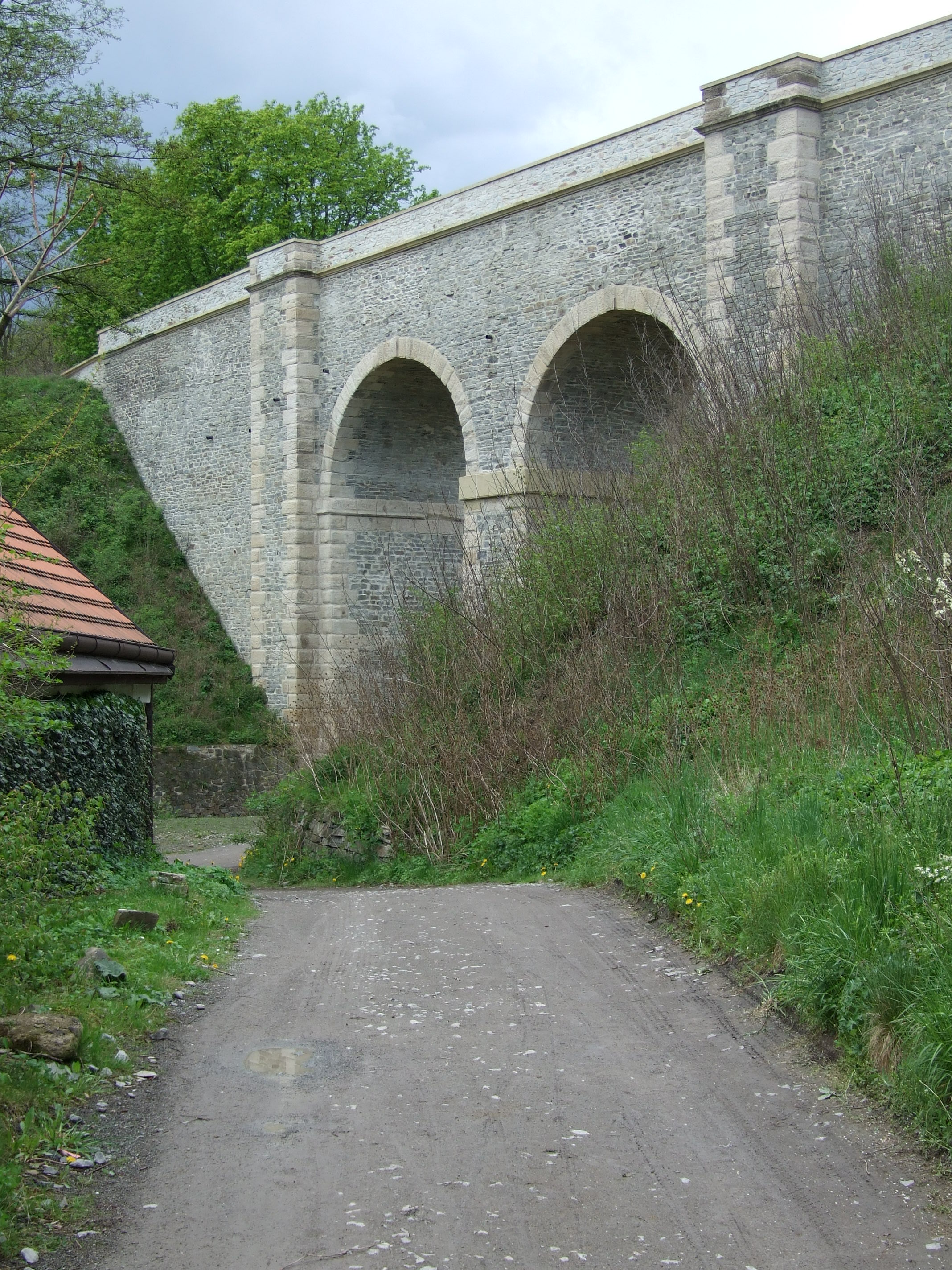
Eisenbahnbrücke bei Nový Mlýn

Noutonice (deutsch Nautonitz) ist ein Ortsteil der Gemeinde Lichoceves in Tschechien. Sie liegt 14 Kilometer nordwestlich des Stadtzentrums von Prag und gehört zum Okres Praha-západ.

## Geographie
Noutonice befindet sich rechtsseitig über dem Tal des Baches Zákolanský potok auf der Prager Hochfläche (Pražská plošina). Südöstlich erhebt sich der Kamýk (322 m). Am westlichen Ortsrand verläuft die Bahnstrecke Praha–Most, der Bahnhof Noutonice liegt einen knappen Kilometer südlich des Dorfes. Gegen Westen erstreckt sich im Tal des Zákolanský potok der Naturpark Okolí Okoře.
Nachbarorte sind Trněný Újezd, Holubice und Kozinek im Norden, Svrkyně im Nordosten, Kamýk im Osten, Statenice im Südosten, Lichoceves und Tuchoměřice im Süden, Na Pazderně, Černovičky, Kalingrův Mlýn und Malé Číčovice im Südwesten, Okoř, Colorado und Višňovka im Westen sowie Libochovičky, Dolský Mlýn, Nový Mlýn, Na Kopaninách und Hole im Nordwesten.

## Geschichte
Die erste urkundliche Erwähnung des landesherrlichen Dorfes Nvtovicih erfolgte im Jahre 1045 als Herzog Břetislav I. eine Hälfte davon dem Stift Břevnov schenkte. Die andere Hälfte übereignete Herzog Vladislav II. 1138 dem Prager Benediktinerinnenklosters St. Georg. Mit Bewilligung des Königs Ottokar I. Přemysl ließ der Břevnover Abt im Jahre 1238 seinen Anteil auf das Kloster St. Georg übertragen. In den päpstlichen Zehntregistern des Dekanates Říp von 1352 wurde die unter dem klösterlichen Patronat stehende Kirche Na horkách erstmals aufgeführt. Während der Hussitenkriege bemächtigen sich 1421 die Prager Hussiten der Klostergüter. Später war Noutonice an verschiedene weltliche Besitzer verpfändet und in der Kirche wirkten Pfarrer beider Konfessionen. Im Jahre 1485 löste die Äbtissin Kuniginde II. den Hof Noutonice aus; sie führte ihn in den Klosterbesitz zurück und vereinigte ihn mit dem Gut Statenice. Zugleich wurde die Kirche wieder katholisch. Im 17. Jahrhundert erlosch die Pfarre Noutonice. Sie wurde zunächst vom Kaplan von St. Georg verwaltet und später zur Filiale der Pfarre in Únětice. Äbtissin Sophie Albinká von Helfenburg teilte ihren Untertanen im Jahre 1602 unter der Bedingung, dass der Zehnt zur Erhaltung der wüsten Kirche dienen sollte, Land zur Nutzung zu.
Nach dem Ständeaufstand von 1618 wurden die Güter des Klosters konfisziert und 1620 an Eva Pětipesská von Chyše und Egerberg verkauft. Nach der Schlacht am Weißen Berg erhielt das Nonnenkloster St. Georg das Gut zurück. Nachdem sich die Äbtissin Franciska Helena Pyeron von Galiano mit dem Úněticer Pfarrer Kunětický überworfen hatte, weil dieser das Begräbnis einer Zofe der Äbtissin in Statenice seinem Kaplan überlassen hatte, ließ diese 1707 mit Zustimmung des Erzbistums Prag in Noutonice wieder eine eigene Pfarre errichten. Nach der Aufhebung des Klosters fielen dessen Güter 1782 der Hofkammer zu, die Statenice mit Kamýk 1790 an den Obersthofmarschall Rudolf Graf von Swéerts-Sporck verkaufte. Dieser veräußerte beide Güter 1797 an den Leitmeritzer Bürger Franz Fügner. Nachfolgende Besitzer waren Johann Kanal Ritter von Ehrenberg, ab 1805 Johann Prokop Graf Hartmann von Klarstein, ab 1807 Joseph Löhner und ab 1821 Barbara Gräfin Khüenburg.
Im Jahre 1843 bestand Nautonitz / Nautonice aus 21 Häusern mit 128 Einwohnern. Unter obrigkeitlichem Patronat standen die Pfarrkirche Johannes des Täufers, die Pfarrei und die Schule. Außerdem gab es im Ort einen emphyteutisierten Meierhof und ein Wirtshaus. Abseits lagen am Kowarer Bach (Zákolanský potok) die Mühlen Alt-Doll (Dolský Mlýn) und Neu-Doll (Nový Mlýn). Nautonitz war Pfarrort für Statenitz, Lichtendorf, Kameyk, Holl (Hole), Okoř und einen Teil von Cwrkin. Später erwarb die Familie Dlauhowesky von Langendorf das Gut Statenitz mit Kameyk. Bis zur Mitte des 19. Jahrhunderts blieb Lichtendorf dem Gut Statenitz untertänig.
Nach der Aufhebung der Patrimonialherrschaften bildete Noutonice / Nautonitz ab 1850 mit den Ortsteilen Okoř und Lichocoves eine Gemeinde im Bezirk und Gerichtsbezirk Smíchov. 1857 wurde ein eigenes Schulhaus errichtet, zuvor fand der Unterricht in der Chaluppe Nr. 4 statt. Nach 1910 lösten sich Lichoceves und Okoř von Noutonice los und bildeten eigene Gemeinden. 1927 wurde die Gemeinde Noutonice dem Bezirk Praha-venkov und dem Gerichtsbezirk Praha-západ zugeordnet. In Noutonice lebten 1932 238 Menschen. 1942 wurde Noutonice Teil des neu gebildeten Bezirkes Praha-venkov-sever. Seit 1949 gehört die Gemeinde zum Okres Praha-západ. 1961 wurde Noutonice nach Lichocoves eingemeindet. Am 1. April 1976 erfolgte die Eingemeindung nach Velké Přílepy. Lichoceves und Noutonice lösten sich am 24. November 1990 wieder los und bildeten die Gemeinde Lichoceves. Im Jahre 1991 wurden in Noutonice 102 Einwohner gezählt. Beim Zensus von 2001 lebten in den 45 Wohnhäusern des Ortes 93 Personen. In den 2000er Jahren wurde östlich der Kirche eine neue Einfamilienhaussiedlung angelegt.

## Gemeindegliederung
Noutonice bildet einen Katastralbezirk von Lichoceves. Dieser umfasst auch die Einschichten Dolský Mlýn (Alt Doll) und Nový Mlýn (Neu Doll) sowie die Feriensiedlung Višňovka.

## Sehenswürdigkeiten
- Barocke Kirche Johannes des Täufers auf einer Anhöhe östlich des Dorfes. Die Kirche Na horkách ist seit 1352 nachweislich. Bis zum Ende des 16. Jahrhunderts wurde die Pfarrei als Na Hůrkách u sv. Jana und nachfolgend nach dem Dorf als Pfarrei Noutonice bezeichnet. Sie hatte nach der Zeit der Hussitenkriege Pfarrer beider Konfessionen; zwischen 1585 und 1596 wirkte in Noutonice der protestantische Geistliche Petr Bavorovský. Die gotische Kirche verfiel im 17. Jahrhundert und wurde zwischen 1682 und 1694 unter Äbtissin Anna Mechthilda Schenweis von Eckstein in ihrer heutigen Gestalt umgebaut. Äbtissin Helena Pyeron de Galiano überwarf sich zu Beginn des 18. Jahrhunderts mit dem Úněticer Pfarrer und ließ die Kirche wieder zur Pfarrkirche erheben. Im Jahre 1774 wurde der Kirchturm um fünf Ellen erhöht. 1896 erfolgte ein Umbau und Instandsetzung der Kirche.
- Barockes Pfarrhaus, es wurde 1559 erbaut und später umgestaltet
- Friedhof an der Kirche, mit Kreuz aus dem Jahre 1718. Er wurde in den Jahren 1862–1863 vergrößert.
- Häuser in Volksbauweise aus dem 18. und 19. Jahrhundert
- Eisenbahnbrücke bei Nový Mlýn